# Lupy

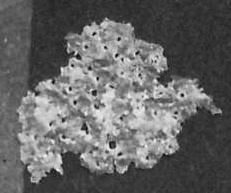
Lupy

Lupy jsou drobné částečky odumřelé kůže na hlavě, která však neodpadá v mikroskopických velikostech jako ostatní kůže na těle, ale tvoří větší celky a nepříjemně svědí. Lidská pokožka se obnovuje v intervalu zhruba 4 dní. V případě většího výskytu lupů může být tento interval kratší. Také kvalita kožního mazu může ovlivnit viditelnost lupů. Čím tužší maz máme, tím ochotněji se šupinky kůže spojují a tvoří lupy.

## Příčina
Když italský vědec Sebastiano Rivolta v roce 1873 zkoumal mikroskopem šupinatá ložiska na své tváři, náhodně objevil oválné útvary, které nazval Pityrosporum. O rok později Francouz Louis-Charles Malassez zjistil, že výskyt této kvasinky souvisí s lupovitostí. Rod těchto hub byl podle něj později pojmenován Malassezia.[zdroj⁠?!] Tyto kvasinky nejsou choroboplodné, patří k běžné kožní flóře člověka. Živí se tuky (lipidy), které jsou hlavní složkou kožního mazu. Vyskytují se i na hlavě člověka bez lupů, ale u lidí trpících lupovitostí jejich množství dosáhu 1,5 až 2násobku normálu. Za spoluviníka lupovosti bývá považován konkrétně druh Malassezia globosa.[zdroj⁠?!]
U některých lidí je příčinou lupovitosti též geneticky nebo hormonálně zapříčiněná nadprodukce kožního mazu nebo zmnožení mazových žláz.[zdroj⁠?!] Kvasinky se v takové situaci rychle množí, produkují metabolity a dráždí tak pokožku hlavy.
Dalšími příčinami mohou být stres,[zdroj⁠?!] nedostatečná hygiena,[zdroj⁠?!] špatné stravovací návyky nebo nevhodná pokrývka hlavy[zdroj⁠?!].

## Následky
Lupy jsou běžná věc, protože se naše kůže stále obnovuje. Kromě nepříjemného svědění může lupovitost u lidí vést i k nižšímu sebevědomí. V krajním případě může lupovitost vyvolat plošné ekzémy, seboroickou dermatitidu nebo chronickou lupénku[zdroj⁠?!].
Existuje několik organismů, u kterých je tento kožní derivát součástí jejich jídelníčku – například roztoči.
Určitou roli při omezení tvorby lupů může hrát také úprava životního stylu, zahrnující omezení stresové zátěže a snížení příjmu sacharidů.

## Prostředky proti lupům
Existuje množství kosmetických přípravků proti lupům, které jakožto účinné látky využívají například klimbazol, ketakonazol, pyrithion zinečnatý, octopirox® (pirokton olamin) nebo kyselinu salicylovou.